# Basílica de la Dorada (Toulouse)

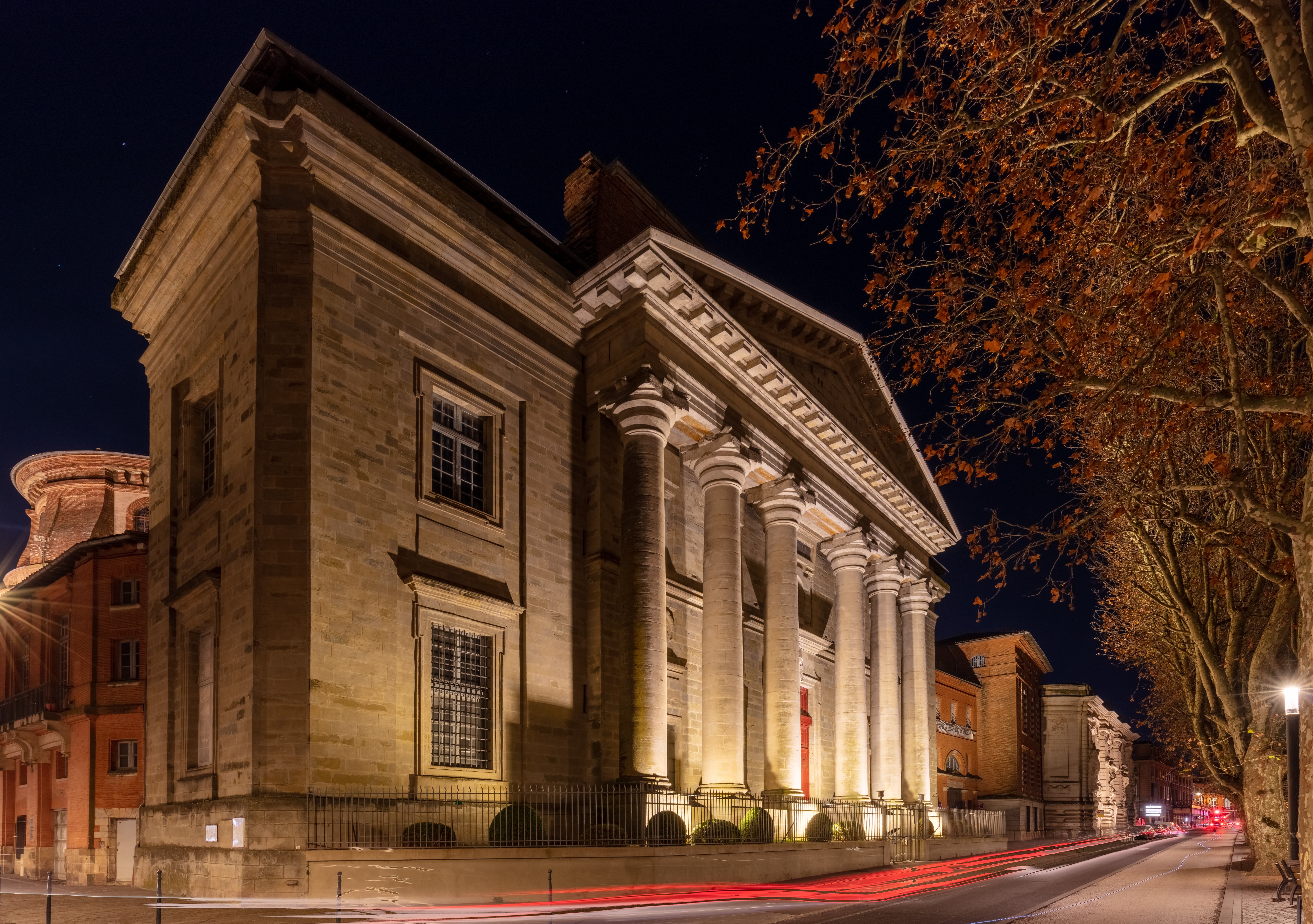
Basílica de la Daurade

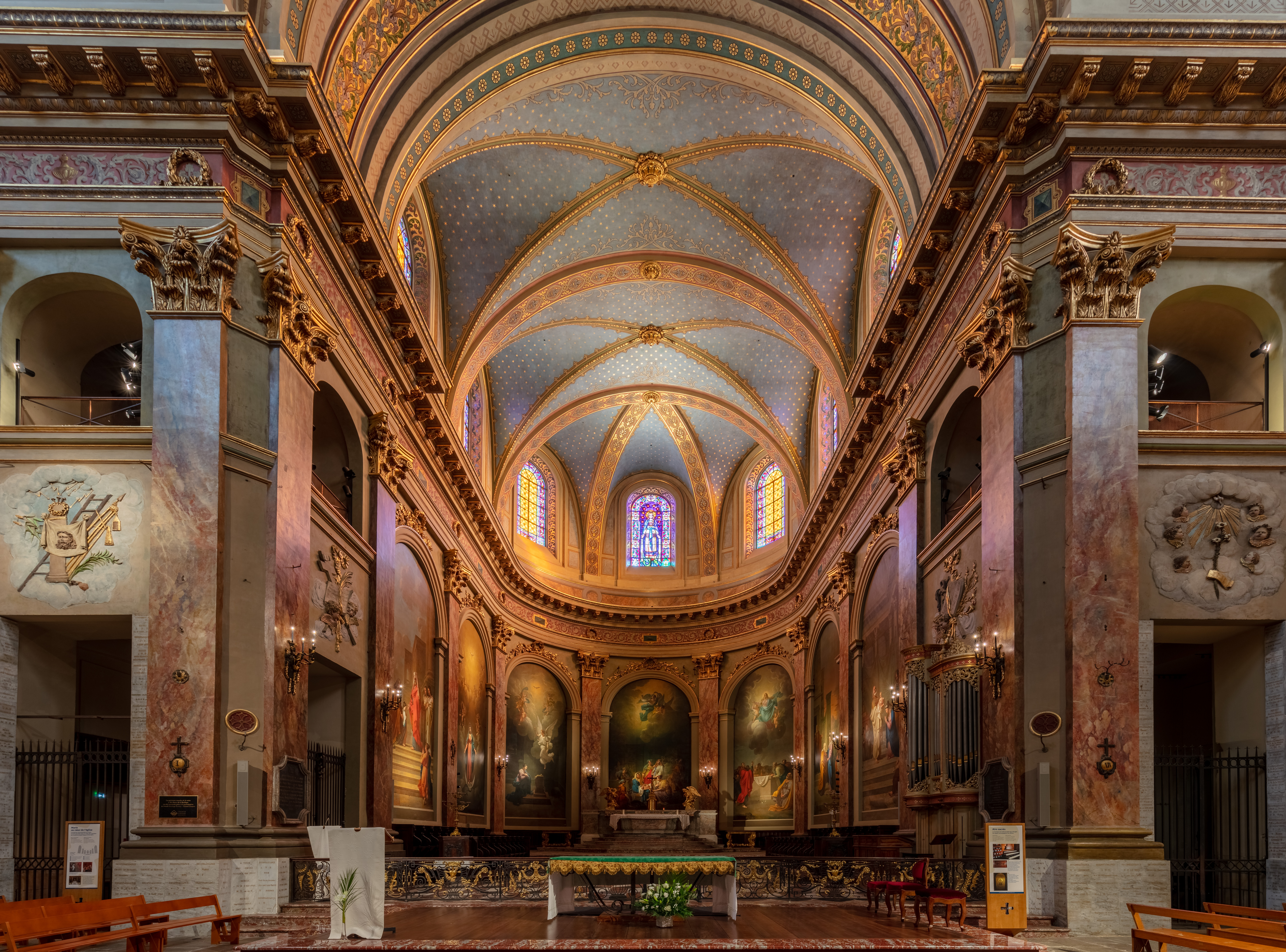
Interior.

La iglesia de La Dorada (en idioma francés Notre-Dame de la Daurade o Sainte-Marie de la Daurade) es una basílica católica de la ciudad francesa de Toulouse (departamento del Alto Garona). Se encuentra situada en la orilla este del río Garona junto al edificio de Bellas Artes y el muelle de La Dorada.
Se trata de un edificio relativamente moderno construido entre 1764 y 1883 para sustituir la antigua iglesia románica que amenazaba ruina. Sin embargo, el lugar que ocupa fue dedicado al culto desde la época romana y antes de albergar la primera iglesia cristiana fue un templo consagrado a Apolo. De hecho la basílica cobija una de las reliquias cristianas más antiguas de la ciudad, la Vierge Noire.

## La Virgen Negra
Existen varios centenares censados de vírgenes negras (la mayor parte de origen románico y localizadas en la cuenca occidental del Mediterráneo). Una de ellas es la Virgen Negra de la Dorada a la que el edificio debe su nombre primigenio (Santa María de Toulouse) aunque posteriormente se le llamaría Daurade (de "Deaurata") por los mosaicos cubiertos de oro que contenía.
Esta estatua de madera es muy venerada por los tolosanos (en particular por las mujeres encintas) pese a que la original del siglo X fue robada en el XIV y su sustituta quemada en la Place du Capitole durante la Revolución de 1789. La actual talla data de 1807.

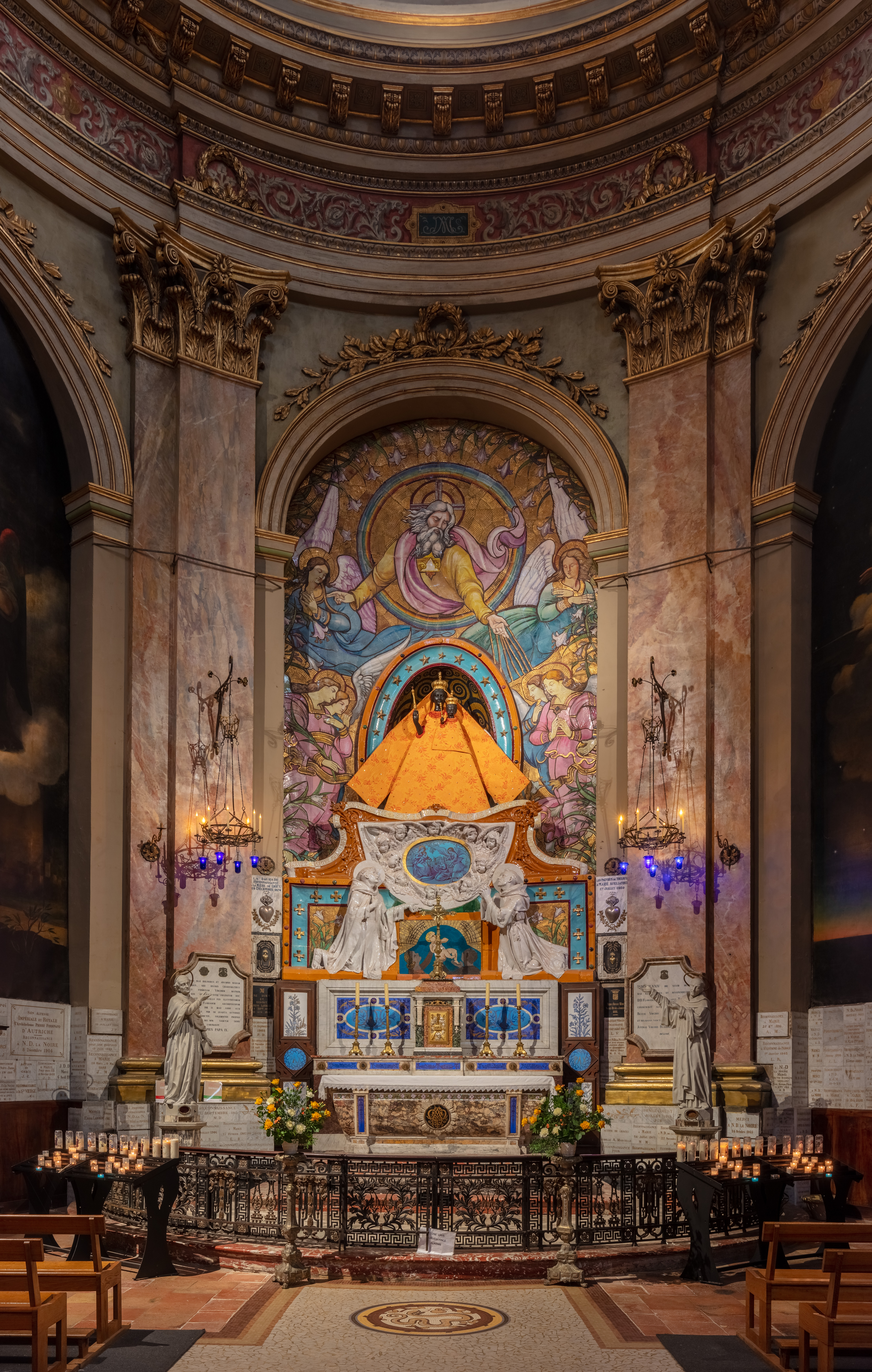
La Virgen Negra.
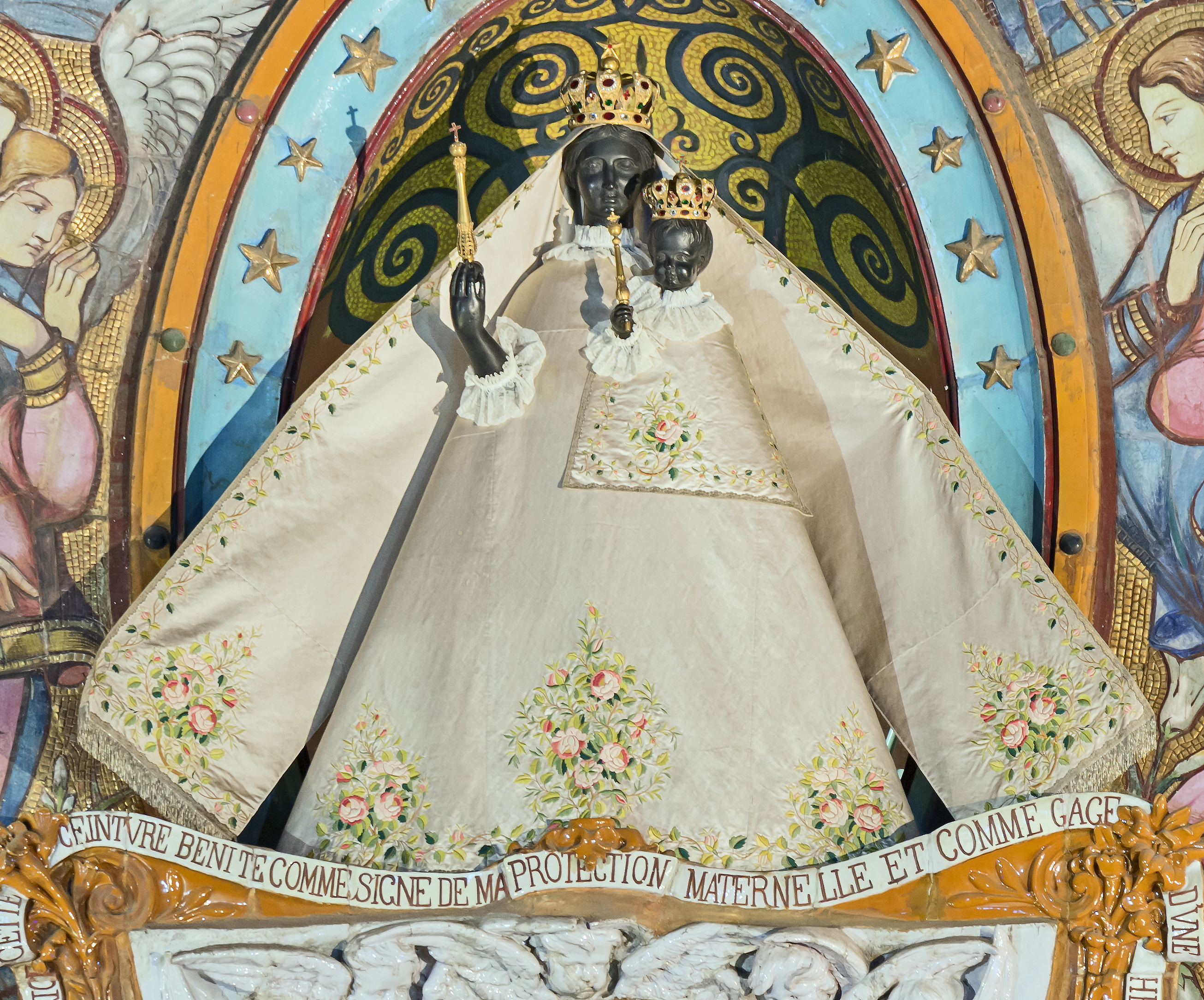
Detalle.

- Datos: Q2887166
- Multimedia: Basilique Notre-Dame de la Daurade / Q2887166